# Findel (plaats)
Findel is een klein plaatsje in de gemeente Sandweiler, in zuid Luxemburg. In 2005 waren er 103 inwoners.
Findel is bekend door Luxembourg-Findel International Airport, de enige internationale luchthaven in Luxemburg.